# The Gunrunner
The Gunrunner (Corrupción en España, El traficante en Argentina y El traficante de armas en Chile y Perú)) es una película de 1989 dirigida por Nardo Castillo y protagonizada por Kevin Costner, Sara Botsford y Paul Soles.

## Argumento
Estamos en el año 1926 en China en plena guerra civil. Allí Ted Beaubien es capturado y obligado a presenciar la ejecución de su novia.  A pesar de que finalmente se escapa, él jura vengar la muerte de su novia y se embarca por ello en una misión mortal para comprar armas y vender en el extranjero, convirtiéndose así en un traficante de armas.
Sin embargo todo se complica cuando, al volver a su ciudad natal, conoce a Maud Ryan, una seductora mujer dueña de un club nocturno de la que se enamora enseguida. Ella se encarga de presentarle a algunos mafiosos que también se dedican al contrabando y que no dudarán en traicionarle.

## Reparto
| Actor          | Personaje     |
| -------------- | ------------- |
| Kevin Costner  | Ted           |
| Sara Botsford  | Maude         |
| Paul Soles     | Loebman       |
| Ron Lea        | George        |
| Aline Van Dine | Grace         |
| Daniel Nalbach | Max           |
| Martin Neufeld | Eddie         |
| David Conner   | Primer hombre |

## Producción
La película fue rodada en 1983. Aun así se tardó con el estreno hasta el año 1989.

## Recepción
Como no tuvo éxito, el filme no se estrenó en España.
En el presente la obra cinematográfica ha sido valorada en portales cinematográficos. En IMDb, con 719 votos registrados por parte de los usuarios, la película obtiene una media ponderada de 3,9 sobre 10. En cuanto a Rotten Tomatoes, los más de 250 votos registrados en el portal dieron a este filme una valoración media de 2,7 de 5.